# Refugio de San Vicenda
El Refugio de San Vicenda se encuentra en 1.780 m de altitud en el parque nacional de Ordesa y Monte Perdido, entre el Cuello de Plano Canal y el Cañón de Añisclo, en España. 
Administrativamente está situado dentro del término municipal de Puértolas, en la comarca del Sobrarbe, en la provincia de Huesca en la comunidad autónoma de Aragón.
Es un refugio ganadero de montaña no guardado con 8 plazas.